# Mim mesle madar
Mim mesle madar é um filme de drama iraniano de 2006 dirigido e escrito por Rasoul Mollaqolipour. Foi selecionado como representante da Irã à edição do Oscar 2007, organizada pela Academia de Artes e Ciências Cinematográficas.

## Elenco
- Ali Shadman
- Golshifteh Farahani
- Hossein Yari